# Karl Wedding
Karl Wedding (* 30. September 1867; † 13. Juli 1952) war ein deutscher Vizeadmiral der Kaiserlichen Marine.

## Leben
Karl Wedding trat am 11. April 1885 in die Kaiserliche Marine ein und war 1892 als Unterleutnant zur See (Beförderung am 18. Mai 1888) auf der Moltke. Als Leutnant zur See war er vom 1. April 1897 bis zur Außerdienststellung Ende September des gleichen Jahres Kommandant der Rhein.
Als Korvettenkapitän war er von Oktober 1905 bis September 1906 Kommandant der Zieten.
Von der Indienststellung am 19. März 1907 bis zur Außerdienststellung Ende Oktober 1908 war er Kommandant des Minenschulschiffs Nautilus. Mitte November 1908 wurde er als Kommandant der Albatross, welche die Aufgaben der Nautilus übernommen hatte, zum Fregattenkapitän befördert. Er blieb in diesem Kommando bis September 1909. Später wurde er Kommandeur der Schiffsjungendivision und Kommandant der der Division unterstellten König Wilhelm. Am 22. März 1910 wurde er Kapitän zur See.
Ab Oktober 1913 war er Kommandeur der Ingenieur- und Deckoffizierschule in Kiel-Wik und blieb in dieser Kommandierung bis August 1914. Später war er bis November 1914 Kommandeur der I. Werft-Division. Anschließend war er vom 15. November 1914 bis 31. Mai 1917 Kommandeur der 4. Marine-Brigade und dann bis 11. November 1918 der 3. Marine-Brigade. Am 25. November 1916 war er zum Konteradmiral befördert worden. Als Nachfolger von Vizeadmiral Gisberth Jasper wurde er Kommandeur der 2. Marine-Division und blieb bis zur Auflösung der Division am 28. Dezember 1918 in dieser Position.
Am 8. Juni 1919 wurde er aus der Marine verabschiedet und erhielt am 4. September 1919 mit dem RDA vom 8. Juni 1919 den Charakter als Vizeadmiral.